# Felicity Abram
Felicity (Fliss) Abram (* 16. August 1986 in Brisbane, Queensland) ist eine ehemalige australische Triathletin und Junioren-Weltmeisterin Triathlon (2003).

## Werdegang

### Junioren-Weltmeisterin Triathlon 2003
Gleich bei ihrem ersten ITU-Wettkampf im Jahr 2003 gewann Abram die Goldmedaille und wurde Junioren-Weltmeisterin. 2005 wurde sie ins australische Nationalteam aufgenommen und im Folgejahr wurde sie in Lausanne Dritte bei der ITU-Kurzdistanz-Weltmeisterschaft.
Bei der Weltmeisterschaft auf der Kurzdistanz belegte sie im Juni 2008 den sechsten Rang. 2008 musste sie nach einem von Verletzungspech überschatteten Jahr die Entscheidung des Australischen Triathlon-Verbandes hinnehmen, nicht im australischen Team zu den Olympischen Spielen nach Peking entsandt zu werden, obwohl sie im ITU-Ranking auf Platz eins gereiht war.
In den acht Jahren von 2003 bis 2010 nahm Felicity Abram an 36 ITU-Wettkämpfen teil und erreichte 20 Top-Ten-Plätze, darunter zehn Medaillen (drei Goldmedaillen). Sie wurde trainiert von Siri Lindley. Im August 2017 erklärte sie ihre aktive Zeit für beendet.
Bei 52 Weltcup-Starts erreichte sie in ihrer aktiven Zeit zwölf Mal das Podium und fünf Siege.
Felicity Abrams Zwillingsbruder Geoff ist als Rugby-Spieler aktiv.

## Sportliche Erfolge
| Datum/Jahr    | Rang | Wettbewerb                                    | Austragungsort          | Zeit     | Bemerkung                                                                     |
| ------------- | ---- | --------------------------------------------- | ----------------------- | -------- | ----------------------------------------------------------------------------- |
| 27. Feb. 2016 | 1    | Yamba Triathlon Festival                      | Yamba (New South Wales) | 02:11:20 |                                                                               |
| 6. Juli 2013  | 34   | ITU World Championship Series 2013            | Kitzbühel               | 01:13:06 |                                                                               |
| 6. Apr. 2013  | 3    | ITU World Championship Series 2013            | Auckland                | 02:08:33 |                                                                               |
| 4. Nov. 2012  | 6    | Noosa Triathlon                               | Noosa                   | 02:02:28 |                                                                               |
| 5. Juni 2008  | 6    | ITU Triathlon World Championships             | Vancouver               | 02:03:35 | Triathlon-Weltmeisterschaft (Kurzdistanz)                                     |
| 30. Jan. 2005 | 1    | OTU Triathlon Oceania Championship U23        | Sydney                  | 01:57:00 | Ozeanische Triathlon-Meisterin U23                                            |
| 6. Dez. 2003  | 1    | ITU Triathlon World Championship Junior Women | Queenstown              | 01:06:49 | Junioren-Weltmeisterin (750 m Schwimmen, 20,9 km Radfahren und 5,4 km Laufen) |

(DNF – Did Not Finish)